# شینگو کومابایاشی
شینگو کومابایاشی (انگلیسی: Shingo Kumabayashi؛ زادهٔ ۲۳ ژوئن ۱۹۸۱) بازیکن فوتبال اهل ژاپن است.
از باشگاه‌هایی که در آن بازی کرده‌است می‌توان به باشگاه فوتبال یوکوهاما مارینوس و باشگاه فوتبال جوبیلو ایواتا اشاره کرد.